# Пристань 2-я
При́стань 2-я — деревня в Мариинском районе Кемеровской области. Является административным центром Кийского сельского поселения.

## География
Центральная часть населённого пункта расположена на высоте 121 метра над уровнем моря.

## Население
По данным Всероссийской переписи населения 2010 года, в деревне Пристань 2-я проживает 994 человека (488 мужчин, 506 женщин).

## Экономика
- ФГСУП ОПХ «Кийское»